# Однолуцкое сельское поселение
Однолуцкое сельское поселение — муниципальное образование в Болховском районе Орловской области России.
Создано в 2004 году в границах одноимённого сельсовета.
Административный центр — село Однолуки.

## География
Расположено в восточной части района, к востоку от города Болхова.

## Население
| 2010 | 2012  | 2013  | 2014  | 2015  | 2016 | 2017 |
| ---- | ----- | ----- | ----- | ----- | ---- | ---- |
| 1057 | ↘1035 | ↘1024 | ↗1037 | ↘1004 | ↘988 | ↘976 |
| 2018 | 2019  | 2020  | 2021  | 2023  |      |      |
| ↘961 | ↗970  | ↗971  | ↗1054 | ↘1024 |      |      |

## Населённые пункты
В сельское поселение входят 27 населённых пунктов:
| №  | Населённый пункт      | Тип     | Население (чел.) |
| -- | --------------------- | ------- | ---------------- |
| 1  | Бекетова              | деревня | 5                |
| 2  | Васькова              | деревня | 46               |
| 3  | Грачи                 | деревня | 0                |
| 4  | Григорово             | село    | 30               |
| 5  | Дичков                | посёлок | 8                |
| 6  | Кобылино              | село    | 40               |
| 7  | Королёвка             | деревня | 1                |
| 8  | Кочерева              | деревня | 1                |
| 9  | Кузнецовский          | посёлок | 0                |
| 10 | Липовка               | деревня | 32               |
| 11 | Лутовинова            | деревня | 23               |
| 12 | Лыкова                | деревня | 9                |
| 13 | Макеева               | деревня | 4                |
| 14 | Мартыновка            | деревня | 10               |
| 15 | Наседкина             | деревня | 17               |
| 16 | Никольский            | посёлок | 0                |
| 17 | Однолуки              | село    | ↘390             |
| 18 | Онсина                | деревня | 5                |
| 19 | Петропавловский       | посёлок | 54               |
| 20 | Покровский Спиртзавод | посёлок | 6                |
| 21 | Покровское            | село    | 0                |
| 22 | Равнина               | посёлок | 1                |
| 23 | Сидоровка             | деревня | 0                |
| 24 | Спешнево              | село    | 1                |
| 25 | Тимонова              | деревня | 1                |
| 26 | Черногрязка           | деревня | ↘359             |
| 27 | Ясная Поляна          | посёлок | 7                |